# Ángel Labruna
Angel Amadeo Labruna, né le 28 septembre 1918 à Buenos Aires (Argentine) et mort le 19 ou le 20 septembre 1983 dans la même ville, était un footballeur reconverti entraîneur international argentin qui évoluait au poste d'attaquant. 
Il est le meilleur buteur de l'histoire du CA River Plate, l'un des clubs les plus prestigieux d'Amérique du Sud, avec 292 buts inscrits. Il fait partie du River Plate des années 1950, surnommé La Máquina et considéré comme l'une des plus belles équipes sud-américaine de tous les temps. Il était surnommé Angelito (« Petit Ange ») ou El Eterno (« L'Éternel »). Il connaît ensuite un grand succès comme entraîneur, notamment à River Plate.

## Biographie

### En tant que joueur

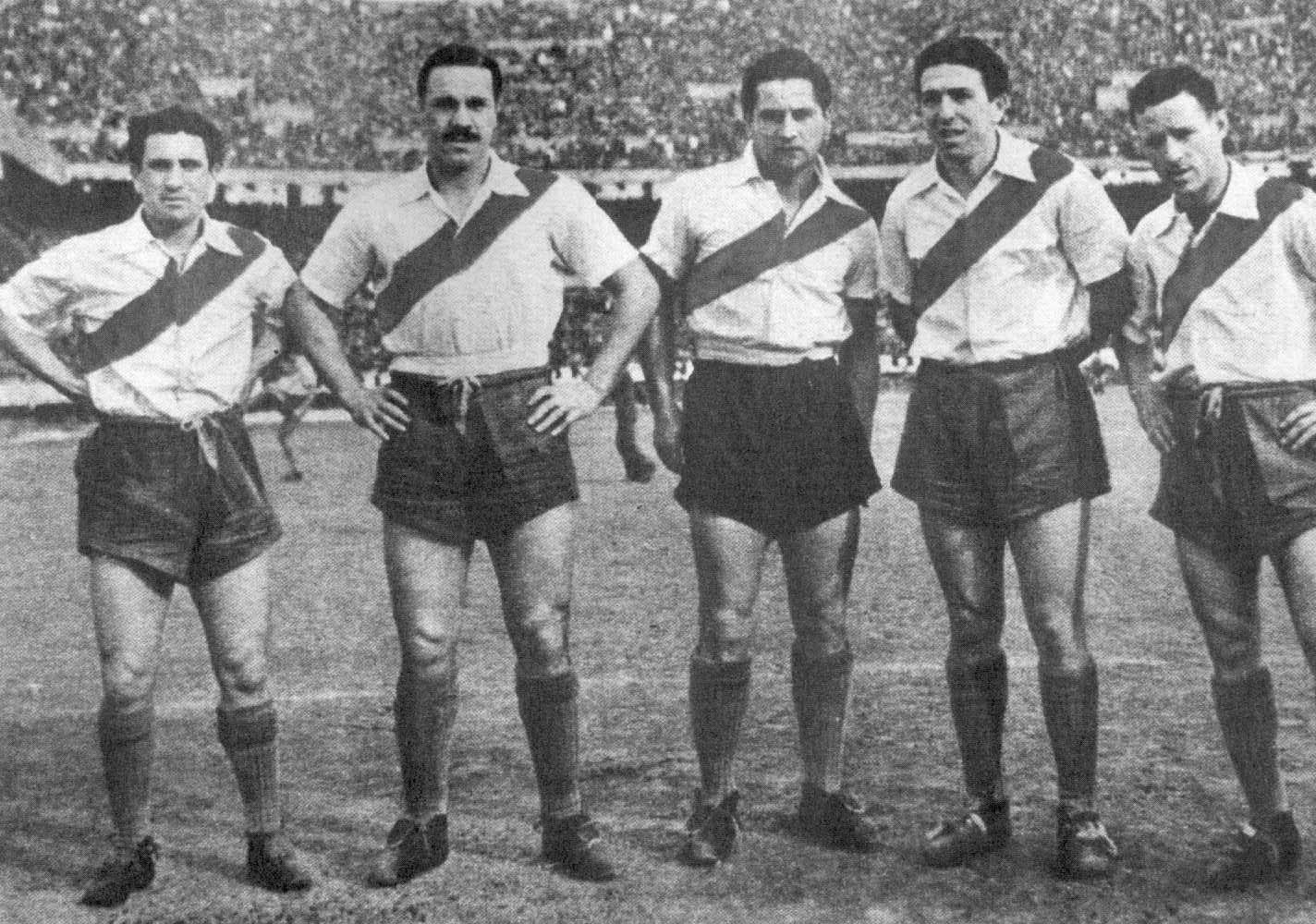
La Máquina

Il débuta sous les couleurs de River Plate le 18 juin 1939 pour y jouer une vingtaine d'années, remportant ainsi neuf championnats d'Argentine (1941, 1942, 1945, 1947, 1952, 1953, 1955, 1956 et 1957) et y terminant à deux reprises meilleur buteur (1943 avec 23 buts et 1945 avec 25 buts).
Il composait la légendaire attaque du club des années 1950, surnommé « La Máquina » en compagnie de Juan Carlos Muñoz, José Manuel Moreno, Adolfo Pedernera et Félix Loustau.
Il quitta River Plate en 1959, après avoir disputé 533 matchs pour y inscrire 317 buts, pour rejoindre le club chilien CSD Rangers,où il inscrit 3 buts en 16 matchs, puis le club uruguayen Rampla Juniors FC et enfin le CA Platense. Il prit sa retraite à l'âge de 43 ans.
Il évoluera à 36 reprises sous les couleurs argentines (marquant 17 buts), avec laquelle il remportera la Copa America 1955 et disputera la phase finale de la Coupe du monde de 1958 en Suède (il aurait pu disputer les précédentes coupes du monde si l'Argentine n'avait pas refusé d'y participer).

### En tant qu'entraîneur
Après sa grande carrière de joueur, il endossera le rôle d'adjoint-entraîneur puis d'entraîneur dans de nombreux clubs : CA River Plate, CA Defensores de Belgrano, CA Platense, CA Rosario Central (gagné son premier championnat d'Argentine comme entraîneur, en 1971), CA Talleres, Racing Club, CA Lanús, CA Chacarita Juniors et AA Argentinos Juniors.
Sous sa direction, il permet à CA River Plate de revenir au premier plan après 18 ans sans titre, en s'appuyant de grands joueurs comme Daniel Passarella, Norberto Alonso ou Leopoldo Luque. Le club de Buenos Aires remporte sept championnats d'Argentine en six saisons.

## Statistiques

### Résumé des statistiques
| Equipe                         | Saison(s)         | Matchs | Buts | Moyenne but/match |
| ------------------------------ | ----------------- | ------ | ---- | ----------------- |
| River Plate                    | 1939-1959         | 533    | 317+ | 0,59              |
| Rampla Juniors                 | 1960              | 16     | 3    | 0,19              |
| Rangers de Talca               | 1960              | 3      | 0    | 0,00              |
| Platense                       | 1961              | 2      | 0    | 0,00              |
| Équipe d'Argentine de football | 1935-1942         | 37     | 17   | 0,46              |
| Total en carrière              | Total en carrière | 591    | 337  | 0,57              |

## Palmarès

### En tant que joueur
- Champion d'Argentine : 1941, 1942, 1945, 1947, 1952, 1953, 1955, 1956 et 1957 (CA River Plate).
- Meilleur buteur du Champion d'Argentine : 1943 avec 23 buts et 1945 avec 25 buts (CA River Plate).

### En tant qu'entraîneur
- Finaliste de la Copa Libertadores : 1976 (CA River Plate).
- Champion d'Argentine : 1971 (Rosario Central), 1975 (metro), 1975 (Nac.), 1977 (metro.), 1977 (Nac.), 1979 (metro.), 1979 (Nac.) et 1980 (metro.) (CA River Plate).